# Agatocles de Bactriana

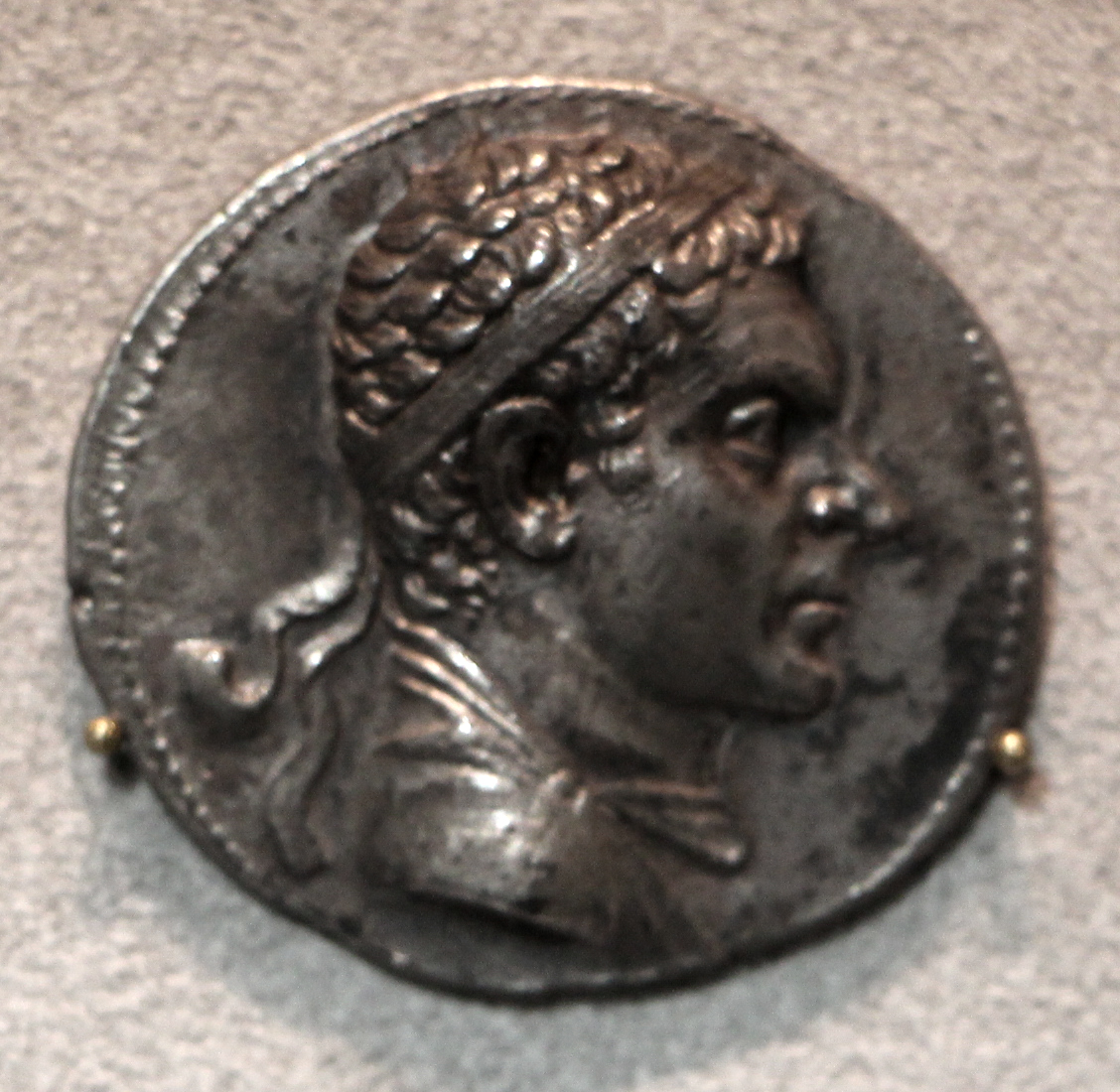
Tetradracma de Agatocles

Agatocles de Bactriana (Ἀγαθοκλῆς ὁ Δίκαιος; significado de epíteto: "el Justo") era un rey indogriego budista, que reinó c. 190 y 180 a. C.. Puede haber sido hijo de Demetrio I de Bactriana, y uno de su sub-reyes, a cargo de Parapamisos, región entre Bactriana e India.  En este caso, sería nieto de Eutidemo I, el que calificó sus monedas como Βασιλεὺς Θεός, Basileus Theos (griego para "Rey Dios"). Fue probablemente de la dinastía de Diodoto I, debido a su conmemoración de Antíoco Nicator.

## Relatos y descubrimientos
Hay una falta casi total de fuentes escritas, excepto una extensa monedas.
Agatocles fue descubierto por primera vez por Johann Martin Honigberger en 1834, descubriéndose multitud de monedas a un ritmo vertiginoso. Apenas Desiré-Raoul Rochette lo sostuvo como fundador de la dinastía bactriana, fue rechazado por Christian Lassen, quien consideró que Agatocles era contemporáneo de Demetrio y Eucrátides I

## Biografía

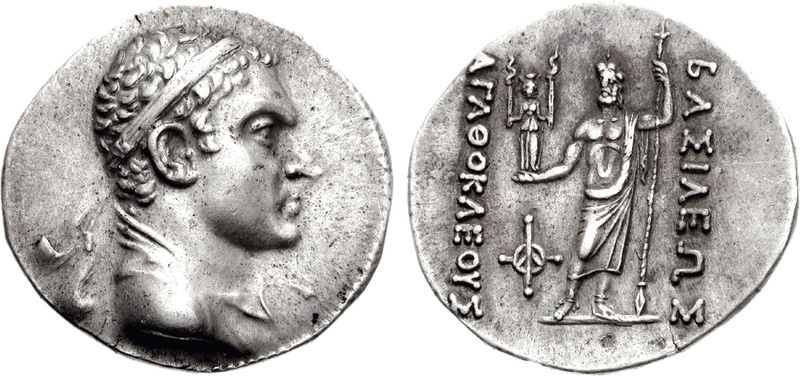
Moneda de plata de Agatocles.
Anverso: Busto con diadema del joven rey Agatocles.
Reverso: Zeus sosteniendo a la diosa griega Hécate en su mano. Legend ΒΑΣΙΛΕΩΣ ΑΓΑΘΟΚΛΕΟΥΣ, ("King Agathocles")

El padre de Agatocles pudo haber sido Diodoto II, por lo que habría sido ilegítimo. Agatocles gobernó c. 185 a. C., y fue probablemente el sucesor inmediato de Pantaleon; era pariente contemporáneo (tal vez, hijo) de Demetrio I, que estaba ocupado expandiéndose hacia la India.
Fue desafiado por Antímaco I. Dependiendo de los resultados, que no se puede determinar con exactitud, fue derrocado inmediatamente por Antímaco I o unos años más tarde, por un usurpador Eucrátides I.

## Acuñación
No se han encontrado acuñaciones de oro. Las acuñaciones de bronce y plata eran corrientes. En 1868, Flight descubrió cecas de cobre con un níquel importante; François Widemann cree que tenían un valor intermedio entre el bronce y la plata.
El primero de estos tipos fue adquirido por el explorador ruso Nikolái Janykov en Bujará y publicado por Jean-Jacques Barthélemy: en el anverso estaba la imagen habitual de Diodoto pero con un epíteto de "ΣΩΤΗΡΟΣ" (salvador) en lugar de basileus y en el reverso estaba la imagen habitual de Zeus pero con una inscripción adicional que rezaba "ΒΑΣΙΛΕΥΟΝΤΟΣ ΑΓΑΘΟΚΛΕΟΥΣ ΔΙΚΑΙΟΥ" (Agatocles el Justo, gobernando como un Rey).  Esta peculiar acuñación dio lugar a un importante debate entre los numismáticos: Barthélemy había interpretado que las monedas veneraban a un antepasado muerto, pero Johann Gustav Droysen argumentó, con gran aceptación, que significaba que Agatocles gobernaba como subordinado de Diodoto.

### Monedas conmemorativas
Agatocles emitió una serie de monedas que mencionaban a diversos gobernantes.

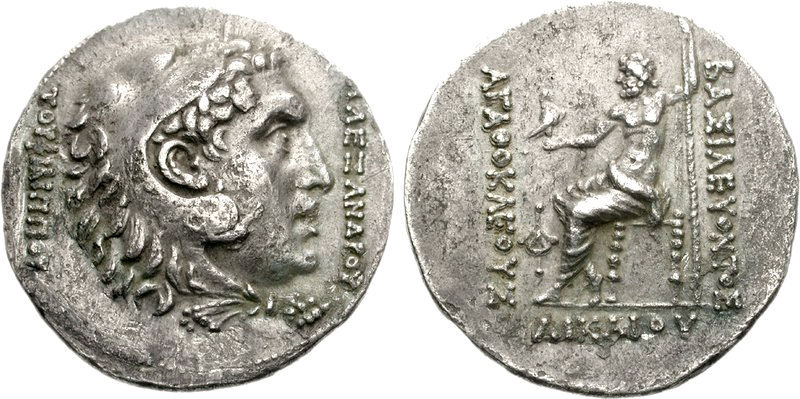
Moneda conmemorativa de Alejandro Magno.
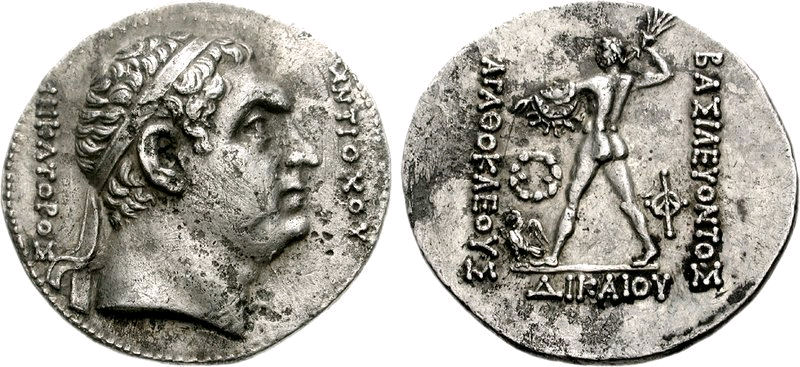
Moneda conmemorativa de Agatocles para Diodoto I en nombre de Antíoco II.
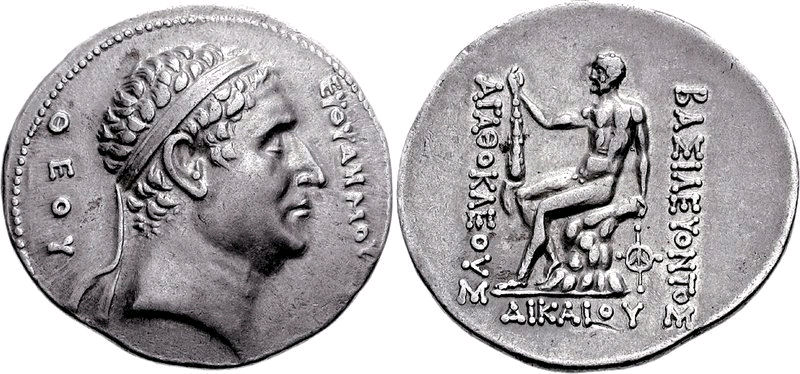
Moneda conmemorativa de Agatocles para Eutidemo I.
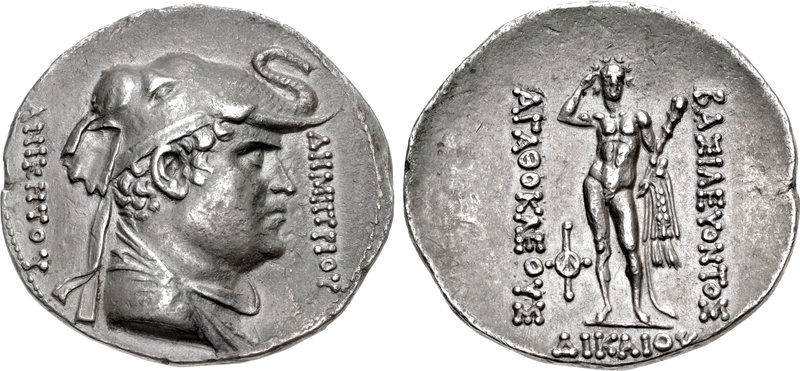
Moneda conmemorativa de Agatocles para Demetrio.
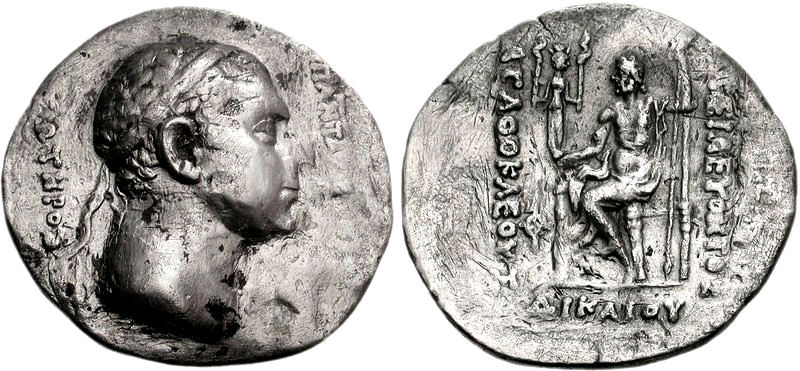
Moneda conmemorativa de Agatocles para Pantaleón.

En las décadas siguientes se localizaron monedas precisamente similares pero conmemorativas de otros gobernantes: Eutidemo (1858) y Antíoco (1868). También se encontró por casualidad una moneda del mismo tipo conmemorativa de Diodoto pero acuñada por Antímaco I.  Los eruditos aceptaron cada vez más el razonamiento de Droysen y Cunningham que propusieron que Agatocles (junto con Antímaco) gobernó por primera vez bajo Diodoto. y luego bajo Eutidemo y Antíoco.
La interpretación general del reino bactriano a mediados del siglo XIX sostenía que todos estos reyes eran co-gobernantes contemporáneos. Entre las escasas voces discrepantes se encontraba Alfred von Sallet, quien afirmaba que estas «monedas ancestrales» se acuñaron con fines conmemorativos y rechazaba que estos gobernantes fueran contemporáneos, basándose en el diseño de las monedas.

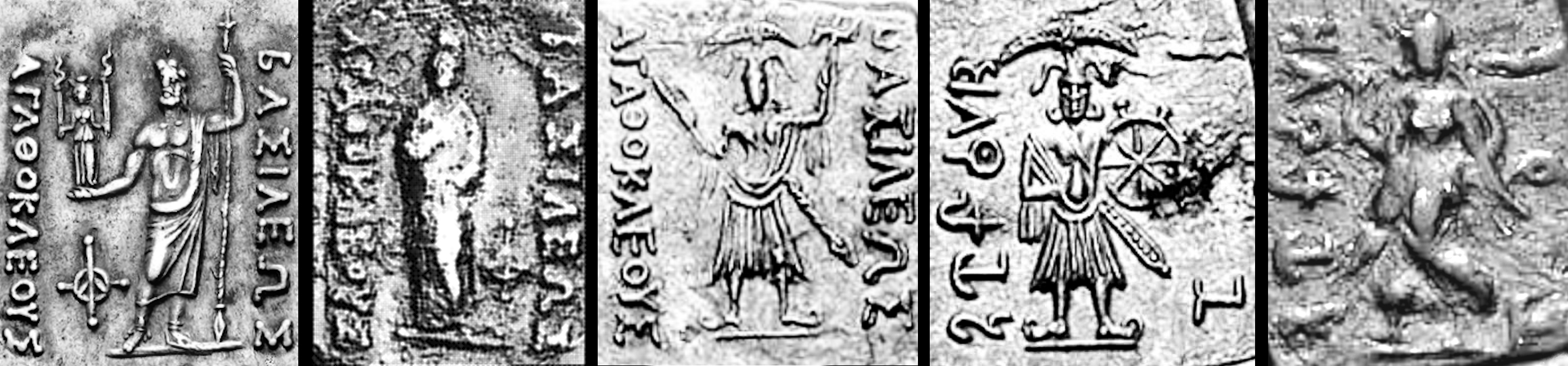
Deidades en las monedas de Agatocles. La acuñación de monedas de Agatocles (c. 180 a. C.) incorporaba el brahmi y varias deidades de la India, que han sido interpretadas de diversas maneras como Vishnu, Shiva, Vāsudeva, Balarama o Buda.
1. Zeus de pie con la diosa Hécate. Griego: "Rey Agatocles".
2. Deidad vistiendo un largo himatión, brazo parcialmente doblado y pose de contrapposto. Griego: "Rey Agatocles". Esta moneda es de bronce.
3. Dios hindú Balarama-Samkarshana con atributos. Griego: "Rey Agatokces".
4. Dios hindú Vāsudeva-Krishna con atributos. Brahmi: "Rajane Agathukleyasa", "Rey Agatocles".
5. Diosa Lakshmi, sosteniendo una loto en su mano derecha. Brahmi: "Rajane Agathukleyasa", "Rey Agatocles".

En 1880, Percy Garnder, del Museo Británico, publicó una moneda del mismo tipo acuñada por Agatocles pero "conmemorativa" de Alejandro, hijo de Filipo..
Frank L. Holt subraya cómo no sólo los descubrimientos sino su orden cronológico dictaron la opinión de los eruditos.}. Gardner propuso que estas monedas se acuñaron para aumentar su público en vísperas de un desafío (finalmente exitoso) de Eucratides I.
A principios-mediados de 1900, Hugh Rawlinson y William Tarn extrapolarían las ideas de Gardner para promover sus visiones de un gran pasado helenístico en el que Agatocles había falsificado su pedigrí y Eucrátides I cumplía las órdenes de Antíoco IV para restablecer el control seléucida. Otros estudiosos evitaron en general dar demasiada importancia a estas "monedas ancestrales".
Posteriormente se descubrirían más variedades de estas monedas. En ellas se menciona a Diodoto II, Demetrio II y Demetrio. En las últimas décadas, se han descubierto más monedas de este tipo, pero la exactitud de estos hallazgos sigue estando plagada por el hecho de que no proceden de excavaciones controladas, sino de redes de subastas. Los estudiosos las evaluaron solo después de haber viajado por continentes y pasado por múltiples manos.
Desde entonces se ha aceptado que estas monedas representaban efectivamente a los predecesores de Agatocles. El contexto preciso de la acuñación y el significado aún no están claros.

### Monedas de carácter religioso
Agatocles fue el único en emitir monedas bilingües. Destinadas a la circulación local en Gandhara, solían ser de pequeñas denominaciones, de forma cuadrada o rectangular y acuñadas en bronce o plata. En el anverso figuraba su retrato en griego y en el reverso, imágenes del panteón budista e hindú junto a inscripciones en brahmi/karosti. Estas monedas también sirvieron como equivalentes de la Piedra de Rosetta para que los eruditos coloniales descifraran la escritura brahmi. Se han descubierto acuñaciones monolingües (en karosthi) de tipos similares.
Estos hallazgos han llevado a los estudiosos a concluir que Agatocles favoreció la tolerancia socio-religiosa. Osmund Bopearachchi sostienen que inauguró la primera era indogriega; otros se han mostrado escépticos.

#### Budista
En sus monedas se han localizado símbolos budistas como la estupa. Estas monedas a veces utilizan brahmi, y a veces karosti, mientras que los reyes indogriegos posteriores solo utilizaron karosti. Laksmí, diosa de la abundancia y la fortuna, aparece en varias de estas monedas.

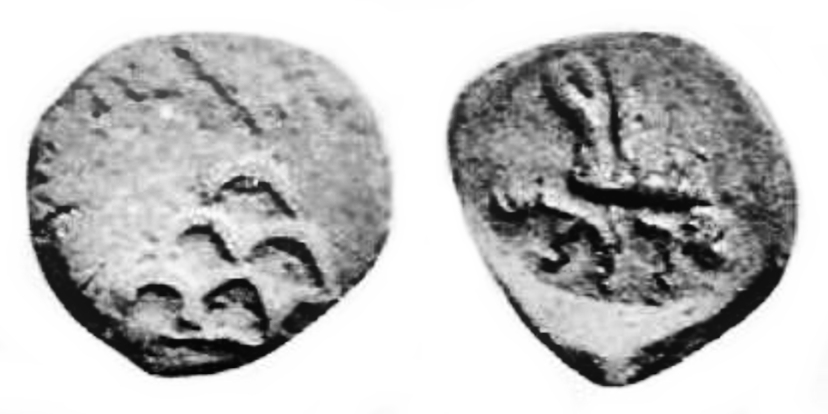
Moneda budista de Agatocles, con estupa coronada por una estrella y símbolo vegetal.
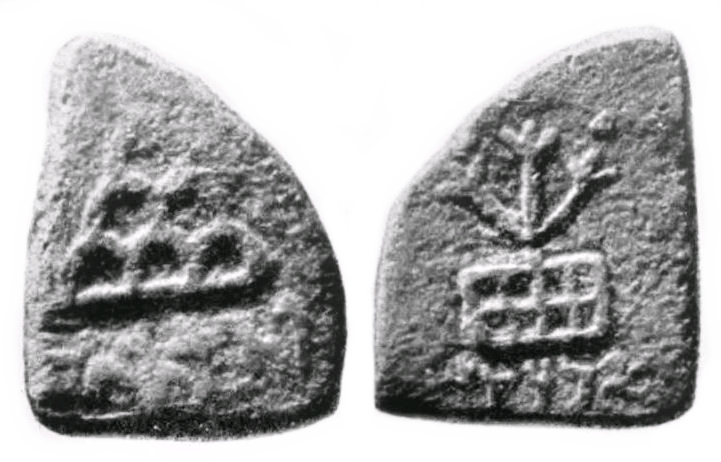
Símbolo de la colina arqueada coronado por una estrella. Leyenda karosti Akathukreyasa "Agathocles".  Árbol enrejado, leyenda Kharoshthi Hirañasame.
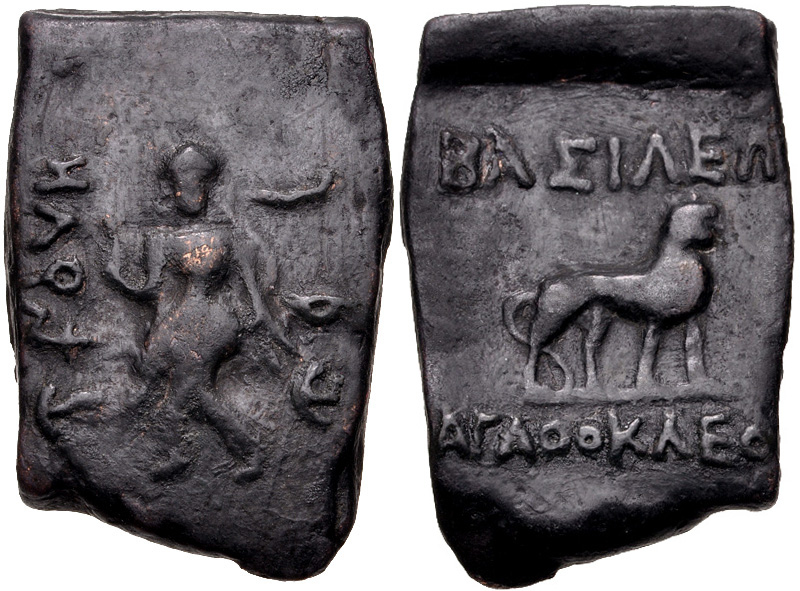
Moneda de Agatocles Rajaye Agathukleya (escritura brahmi).
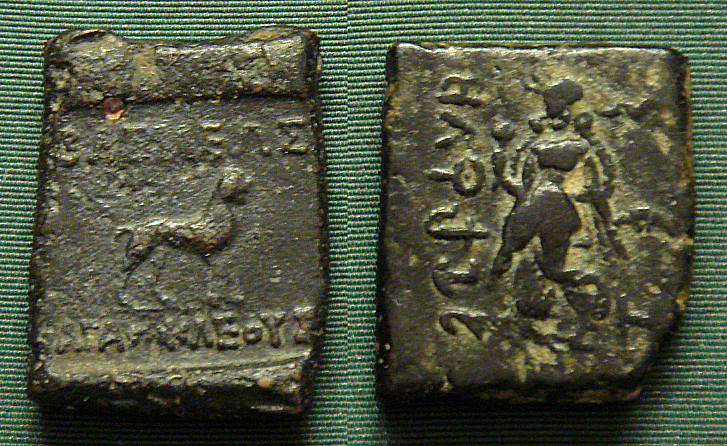
Moneda india de Agatocles. 'Anv León con leyenda griega: ΒΑΣΙΛΕΩΣ ΑΓΑΘΟΚΛΕΟΥΣ. Rev Laksmí, con la leyenda brahmi Rajane Agathukleyasa "Rey Agathocles".

#### Hindú

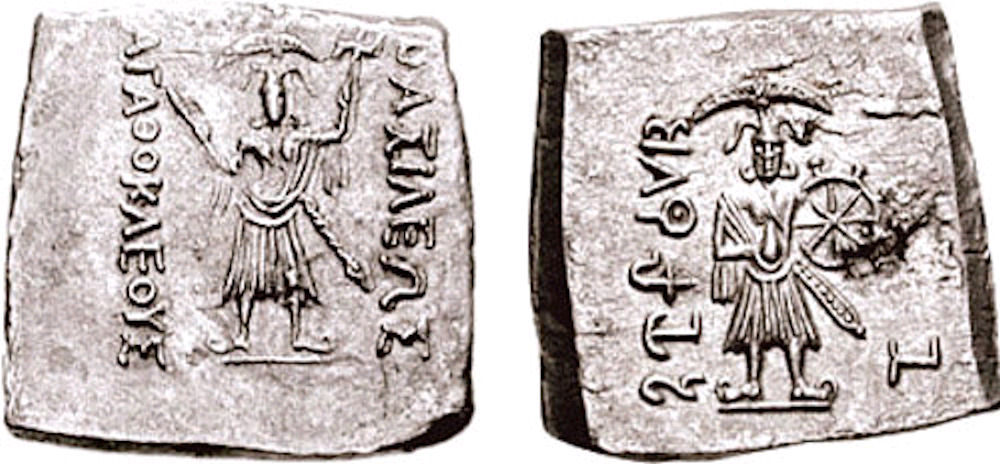
Moneda de Agatocles con deidades hindúes.
Anv Balarama-Samkarshana con leyenda griega: ΒΑΣΙΛΕΩΣ ΑΓΑΘΟΚΛΕΟΥΣ (Basileōs Agathokleous)
Rev Vāsudeva-Krishna con leyenda en brahmi: 𑀚𑀦𑁂 𑀅𑀕𑀣𑀼𑀼𑀓𑁆𑀮𑁂𑀬𑁂𑀲 Rajane Agathukleyesa "Rey Agatocles".

El 3 de octubre de 1970, un equipo de arqueólogos franceses descubrió en las dependencias administrativas de Ai-Khanoum seis dracmas griegas antiguas de plata procedentes de un recipiente de agua para peregrinos.Estas monedas son las primeras representaciones numismáticas de dioses védicos y sirven como evidencias clave acerca de que el bhagavatismo fue la primera forma de visnuismo en la India primitiva.
Las monedas muestran los primeros Avatares de Vishnu: Balarama-Sankarshana con los atributos de Mortero y maja y arado en el reverso, y Vasudeva-Krishna con los atributos de Shankha y Súdarshan chakra en el anverso. Audoin y Bernard especularon con la posibilidad de que los grabados fueran obra de artistas indios basándose en que las monedas llevaban marcas características de la escultura india: pose frontal en lugar de tres cuartos, pliegues rígidos y almidonados en los paños, ausencia de proporciones y disposición lateral de los pies.  Bopearachchi cuestiona la conclusión y señala las representaciones erróneas del chattra de Vāsudeva-Krishna con un tocado y una caracola con un jarrón de cuello alto; su hipótesis es que un artista griego había grabado la moneda a partir de una escultura ahora perdida (o no descubierta).
Se cree que una bailarina que aparece en el anverso de algunas monedas de bronce de Agatocles representa a Subhadrá.

### Monedas de níquel

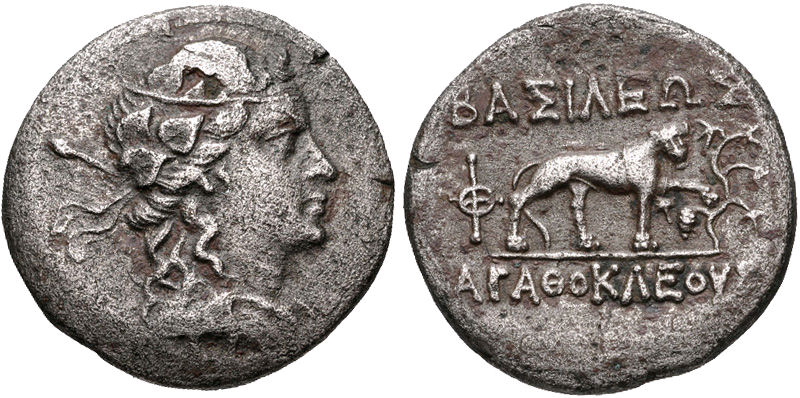
Moneda de níquel de Agatocles con Dioniso y pantera con leyenda griega ΒΑΣΙΛΕΩΣ ΑΓΑΘΟΚΛΕΟΥΣ.

Además, Agatocles y Pantaleón, junto con su contemporáneo Eutidemo II, son únicos en el mundo antiguo, ya que fueron los primeros en el mundo en emitir monedas de cobre-níquel (proporción 75/25), una tecnología de aleación solo conocida por los chinos de la época (algunas armas del período de los  reinos combatientes eran de aleación de cobre-níquel). Estas monedas utilizaban el simbolismo de Dioniso con un tirso sobre su hombro izquierdo y su pantera, que eran su tipo para las monedas más pequeñas.
Durante mucho tiempo se ha sugerido que el níquel que contenían las monedas de Agatocles era, en última instancia, de origen chino (alpaca, 白铜, "cobre blanco"), y que eran indicativas de la existencia de vínculos comerciales con China por aquella época. Sin embargo, un reciente estudio arqueometalúrgico de elementos traza ha demostrado que el níquel de estas monedas procedía en realidad de mineral de cobre niquelífero natural.

### Desciframiento de la escritura Brahmi

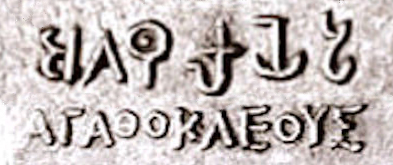
Nombres regios idénticos Agathuklayesa (brahmi: 𑀅𑀕𑀣𑀼𑀼𑀓𑁆𑀮𑁂𑀬𑁂𑀲) y Agathokles (griego: ΑΓΑΘΟΚΛΕΟΥΣ) en una moneda bilingüe de Agatocles, utilizada por Christian Lassen para descifrar con seguridad las primeras letras brahmi.

A partir de 1834, se hicieron algunos intentos de descifrar la escritura brahmi, la principal escritura utilizada en las antiguas inscripciones indias, como los Edictos de Ashoka, y que se había extinguido desde el siglo V de nuestra era. El reverendo J. Stevenson intentó identificar algunos caracteres de las Cuevas de Karla (c. siglo I) basándose en sus similitudes con el alfabeto gupta de la inscripción Samudragupta del pilar de Allahabad (siglo IV ) que acababa de ser descifrada, pero esto condujo a una mezcla de aciertos (alrededor de 1/3) y errores, que no permitieron descifrar correctamente el brahmi.
Los primeros intentos de descifrar la antigua escritura brahmi de los siglos III-II a. C. fueron realizados en 1836 por el erudito noruego Christian Lassen, que utilizó las monedas bilingües griego-brahmi de los reyes indogriegos]Agatocles y Pantaleón para identificar correctamente y con seguridad varias letras brahmi. La tarea fue completada entonces por James Prinsep, arqueólogo, filólogo y funcionario de la Compañía Británica de las Indias Orientales, que pudo identificar el resto de los caracteres brahmi, con la ayuda de Alexander Cunningham. En una serie de resultados que publicó en marzo de 1838, Prinsep fue capaz de traducir las inscripciones de un gran número de edictos rupestres encontrados en la India y de proporcionar, según Richard G. Salomon, una traducción «prácticamente perfecta» del alfabeto brahmi completo.